# Central Asia Cement
АО «Central Asia Cement» — компания-производитель цемента Казахстана. Офис и производственные мощности расположены в посёлке Актау Темиртауской городской администрации, Карагандинская область. Во времена СССР, Ново-Карагандинский цементный завод — один из пяти существовавших в республике, наряду с Усть-Каменогорским, Семипалатинским, Шымкентским и Састюбинским заводами. Имеет дочернюю компанию «Карцемент», занимающуюся производством цемента «сухим» способом. Согласно данным рейтингового агентства «Эксперт РА Казахстан» АО «Central Asia Cement» на 2015 год занимает 180-е место в списке крупнейших компаний Казахстана (67-е в 2009-м).

## История
Для укрепления строительной базы Карагандинского угольного бассейна было начато строительство цементного завода в городе Караганде. Мощность вступившего в строй в 1937 году предприятия составляла 14 тысяч тонн цемента в год. При нём был построен посёлок Цементного завода, существующий и поныне. В силу ряда причин было начато проектирование цементного завода на новом месте.
В 1946 на территории Тельманского района было начато строительство Карагандинского цементного завода. Технический проект был подготовлен ленинградским институтом «Гипроцемент». В 1950 основан посёлок Актау, в 1972-м переданный в состав Темиртауского городского совета. В 1953 году при заводе был открыт дом культуры цементников, ныне разрушенный. Завод вступил в строй 23 сентября 1953 года.
В 1975 году была пущена первая очередь Ново-Карагандинского цементного завода, в 1983-м — 2-я. Предприятие первым в стране освоило сухой способ выпуска цемента.
В 1980 на базе заводов было создано производственное объединение «Карагандацемент», была проведена замена и модернизация оборудования.
После распада СССР в 1993 году вошёл в состав Государственной холдинговой компании «Курылысматериалдары» (рус. Строительные материалы), куда вошли также актауские КЗАЦИ и «Актауцемремонт». В 1998-м предприятие было куплено малайзийской Steppe Cement Ltd, владеющая компанией и поныне через зарегистрированную в Нидерландах Central Asia Cement Holding B.V.

## Деятельность

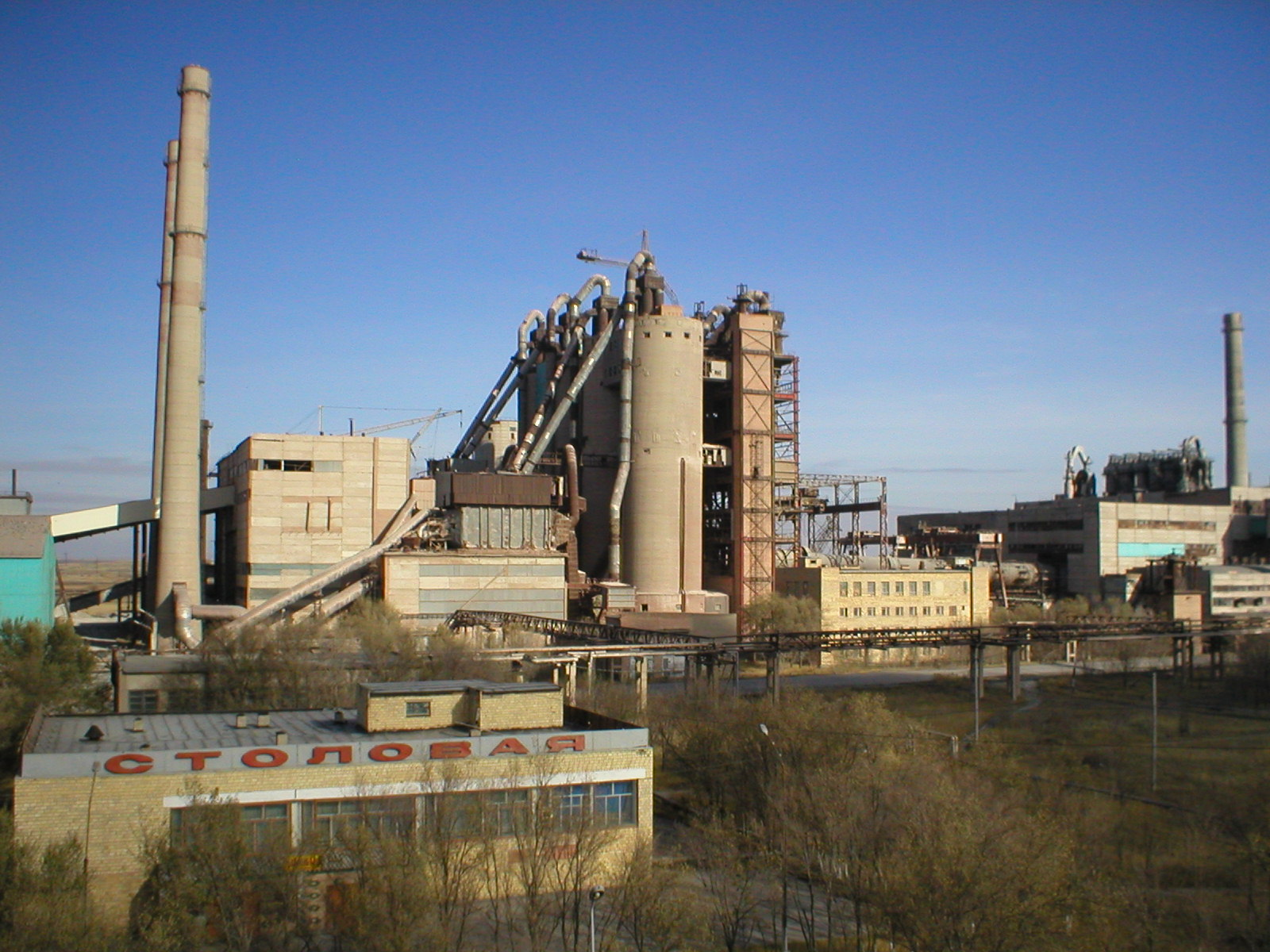
АО «Карцемент»

Завод компании — единственный в стране, имеющий две линии «сухого» способа производства цемента. Мощность завода — 0,8 млн тонн цемента в год, проектная — 3,6 млн тонн. Всего производственные активы компании состоят из 4-х линий по производству цемента «мокрым» способом (АО «Central Asia Cement») и 2-х линий по производству цемента «сухим» способом (5-я и 6-я линии, дочернее АО «Карцемент»). Линии «сухого» производства, по ряду причин остановленные в 1990-х годах, были восстановлены в 2014 и 2009 годах.
Сырьё для предприятия поставлялось с Астаховского месторождения известняков (известняки и суглинки), городов Алга и Степногорск (огарки), Жамбылского гипсового завода и Карметкомбината (доменные шлаки). Завод обслуживает железнодорожная станция Мырза́.
В 2013 году постановлением правительства были определены 8 системообразующих предприятий Карагандинской области на предмет мониторинга казахстанского содержания, в число которых, наряду с «АрселорМиттал Темиртау», «Казахмыс», «Конфеты Караганды», «Эфес Караганда», «Карагандарезинотехника», Kazcentrelectroprovod, «Евразиан Фудс», вошло и Central Asia Cement.
Выгодное расположение завода по отношению к другим крупным производителям, близость строящейся столицы — Астаны, делает компанию монополистом в центральной и северной части страны. Так, в 2013 году компания была уличена в ценовом сговоре с другими казахстанскими производителями — ТОО «Бухтарминская цементная компания», ТОО «Цементный завод Семей», АО «Шымкентцемент» и ТОО «Стандарт цемент», за что заводами был выплачен штраф на общую сумму 1,6 млн тенге. В 2015 году компания была оштрафована на сумму 23,5 млн тенге за завышение цен на реализуемую продукцию.

### Продукция
Марки выпускаемого цемента:
- Портландцемент М400 Д20 (тарированный и россыпью)
- Шлакопортландцемент М400
- Портландцемент М400 Д0
- Портландцемент М500 Д0
- Портландцемент Цем I 42,5Б
- Портландцемент Цем I 52,5Б
- Портландцемент со шлаком Цем II/А-Ш 32,5Н
- Портландцемент со шлаком Цем II/B-Ш 32,5Н

## Экология
Завод компании, наряду с Карметкомбинатом и химико-металлургическим заводом компании ТЭМК, является крупным загрязнителем атмосферы в Темиртау. Так, в 2007 году за нарушение санитарно-эпидемиологических норм и прав работников компания была привлечена к административной ответственности. В 2010 году компания была оштрафована на сумму около 40 млн тенге в счёт возмещения ущерба, причинённого окружающей среде.